# Белая армия нуэров
Белая армия нуэров (англ. Nuer White Army) — военная организация в Южном Судане, действует с 1991 года. Появилась в результате раскола организации СПЛА. В её состав входят военные народа нуэр. В течение 1990-х годов нападала на народы динка и мурле, главным образом, чтобы угонять скот. После провозглашения независимости Южного Судана в 2005 году армия потеряла силу и единство, и около 1000 военных передали своё оружие властям региона Акобо.